# Єсік
Єсі́к (каз. Есік) — місто, центр Єнбекшиказахського району Алматинської області Казахстану. Адміністративний центр та єдиний населений пункт Єсіцької міської адміністрації.
Населення — 41018 осіб (2021; 34355 у 2009, 31254 у 1999, 26955 у 1989).
Місто розташоване на річці Іссик (притока Ілі), за 43 км на схід від Алмати, за 12 км від озера Іссик. Винзавод, молочний завод «Foodmaster», плодоконсервний комбінат, завод гончарно-гіпсових виробів, текстильно-швейна фабрика.

## Історія
Засноване 19 століття як станиця Надеждинська. До 1993 року називалось Іссик.
7 липня 1963 року місто сильно постраждало від одного з найбільших і руйнівних селевих потоків на території СРСР, який розвалив близько 200 будинків, та забрав життя 100 людей за офіційними даними радянської преси, за неофіційними, жертв було набагато більше — від двох до трьох тисяч (докладніше див. Іссикський сель (1963)).

## Відомі уродженці
- Ахметов Спартак Фатихович (1938—1996) — радянський письменник-фантаст та вчений-геолог.
- Токатаєв Рахімжан (1923—2011) — Герой Радянського Союзу.
- Генріх Шмідтгаль (*1985) — німецько-казахський футболіст, гравець збірної Казахстану з футболу.